# Universitatea Cambridge
Universitatea Cambridge (în engleză Cambridge University sau University of Cambridge) este o universitate situată în orașul Cambridge, Anglia. Este a doua universitate ca vechime din lumea anglofonă și are o reputație deosebită, fiind considerată una din cele mai bune universități din lume.
Universitatea a fost inițial o asociație de cărturari din orașul Cambridge, fondată în 1209 de unii profesori plecați de la Oxford după o dispută cu localnicii.
Universitățile Oxford și Cambridge sunt uneori denumite Oxbridge. Între cele două universități există o rivalitate istorică în plan academic.

## Legături externe
- Site web oficial
- Cambridge University Students' Union
- Cambridge University Graduate Union
- Interactive map—a zoomable map linking to all the University departments and colleges